# Laurel Holloman
Laurel Lisa Holloman (Chapel Hill, 23 de maio de 1971), mais conhecida como Laurel Holloman, é uma atriz e pintora estadunidense. Como atriz, Holloman é mais conhecida por suas atuações no palco e em uma séries de filmes independentes, e pelo seu papel como Tina Kennard na série americana, The L Word. A carreira artística de Holloman evoluiu de pinturas doadas para caridades, seguindo em exposições em Paris, Veneza e Berlim.

## Início da vida
Holloman é a filha mais nova de sua família. Ela tem dois irmãos mais velhos. Ela se formou na Saint Mary's School, um internato episcopal para meninas em Raleigh, em 1986. Ela frequentou a Universidade da Carolina do Norte, onde se formou em Comunicação de Performance. Ela apareceu em inúmeras produções teatrais em Chapel Hill e Raleigh, bem como em Chicago e Londres. Ela estudou pintura e escultura na UCLA e no San Francisco Art Institute.

## Carreira

### Atuação
Depois de se formar na Universidade da Carolina do Norte, Holloman mudou-se para Chicago para trabalhar no Piven Theatre Workshop. Ela estudou com John Lynn em Los Angeles e foi escalada para o filme independente de David Orr, Blossom Time. Ela se mudou para a cidade de Nova Iorque no início de 1994 e apareceu em produções teatrais como The Glass Menagerie, de Tennessee Williams, e The Heart Is a Lonely Hunter, de Carson McCullers, no Theatre for the New City. Holloman também se apresentou fora da Broadway em Night Swim, de Julia Jordan, no Playwright's Horizons.[carece de fontes?]
Em 1995, Holloman começou sua carreira no cinema com seu papel como Randy Dean em The Incredibly True Adventure of Two Girls in Love. Ela trabalhou continuamente em uma variedade de papéis em filmes independentes, como The Myth of Fingerprints, Boogie Nights e Tumbleweeds.
Embora ela tenha se aposentado da atuação para seguir a carreira de pintura, ela voltou para reprisar o papel da continuação da série, The L Word: Generation Q.[carece de fontes?]

### Pintura
Após sua carreira de atriz, Holloman passou seu tempo pintando em Los Angeles. Suas pinturas foram influenciadas por Mark Rothko, com uso vibrante de cores e peças em grande escala, além de elementos de efeito tridimensional. Embora em sua maioria abstratas, as pinturas de Holloman traem uma espiritualidade distintamente literária. Ela recebeu críticas favoráveis por Free Falling.
A pintura de Holloman, "Swell", foi escolhida para fazer parte da mostra coletiva intitulada "Nell' Acqua Capisco" na Bienal de Veneza de 2013. Ela ganhou o 1º Lugar em Disciplina de Pintura na Bienal de Arte Contemporânea da Argentina de 2014. Holloman teve duas inscrições na Bienal de Florença de 2015 e ganhou o prêmio por "Into the Woods". Em novembro de 2015 ela fez uma exposição individual na Menier Gallery em Londres intitulada "The Innocents". A primeira exposição individual de Holloman em um museu, intitulada "Everglow", foi realizada em Amstelveen, Holanda, de julho de 2016 a agosto de 2016 no Museu Jan Van der Togt.

#### Exposições
As exposições que Laurel já produziu são:[carece de fontes?]
- 2012: Duas exposições individuais: "Coeur Libre", Paris, França e "Free Falling", Veneza, Itália
- 2013: Exposição individual: "All The World Inside", " Palazzo Italia" Berlim, Alemanha
- 2013: A pintura de Holloman "Swell", foi mostrada em uma exposição de grupo, com o título "Nell'Acqua Capisco", na Bienal de Veneza, Itália, de 1 de junho até 30 de novembro
- 2014: Exposição individual: "The Fifth Element", Paris, França
- 2014: "The Opera Gallery", Mónaco, França
- 2014: 2 Bienal Internacional de Arte Contemporânea, Buenos Aires, Argentina, Centro Cultural Borges
- 2014: "Wynwood Art Selection", Miami, Florida, Estados Unidos2
- 2015: X Bienal de Florença, Itália, 17 de outubro a 25 de outubro
- 2015: Exposição individual: "The Innocents", Mernier Gallery, Londres, Reino Unido, 17 de novembro a 21 de novembro
- 2016: Exposição individual: "Everglow", Museu Jan van der Togt, 8 de julho até 28 de agosto, Amstelveen, Holanda

## Prêmios
Em 2005, Laurel Holloman, como atriz, apareceu na série da Showtime, "The L Word", como Tina Kennard e foi premiada com Golden Satellite Award como melhor atriz em série dramática.[carece de fontes?]
Em 2014, ela como pintora, ganhou o primeiro prêmio na categoria pintura, patrocinado pelo Banco Ciudad com a pintura "The Reach".[carece de fontes?]
Em 2015, ela ganhou um prêmio na categoria pintura, na Bienal de Florença com a pintura "IntoThe Woods".[carece de fontes?]

## Vida pessoal
Holloman casou-se com o arquiteto Paul Macherey em 13 de julho de 2002. Eles têm uma filha, Lola Reiko Macherey. Eles adotaram uma segunda filha, Nala Belle (que significa “lindo presente”). Em 2011, Holloman pediu o divórcio, que foi finalizado em 18 de junho de 2012.

## Filmografia
As produções que Laurel atuou são:
- The Price of Love (1995) como Roxanne
- The Incredibly True Adventure of Two Girls in Love (1995) como Randy Dean
- Blossom Time (1996) como Francis Bodean
- Dalva (TV) (1996) como Karen
- Boogie Nights (1997) como Sheryl Lynn
- The Myth of Fingerprints (1997) como Leigh
- Dying to Belong (TV) (1997) como Shannon
- Prefontain (1997) como Elaine Finley
- The Clearing (1997)
- The First to Go (1997) como Carrie
- Stamp and Deliver (1998)
- Cherry (1999) como Evy Sweet
- Chapter Zero (1999) como Jane
- Loving Jezebel (1999) como Samantha
- Tumbleweeds (1999) como Laurie Pendleton
- Loser Love (1999) como Lily Delacroix
- Tide (1999) como Lilly
- Lush (1999) como Ashley 'Ash' Van Dyke
- Committed (2000) como Adelle
- Morning (2000) como Shelly
- Popcorn Shrimp (2001) como a policial nº 1
- Last Ball (2001) como Cathy
- The Rising Place (2001) como Emily Hodge
- Libery, Maine (2001)
- Angel (TV) (2001-2002) como Justine Cooper
- Alone (2002) como Charlotte
- Without a Trace (TV) (2003) como Joan Wilson
- The L Word (TV) (2004 - presente) como Tina Kennar
- Castle (TV) ( 2009) como Sandy Allen
- Gigantic (TV) (2010) como RaeAnne Colvin